# Arrondissement de Loudéac
- Cantons intégrés à l'arrondissement de Dinan
- Cantons intégrés à l'arrondissement de Guingamp
- Cantons intégrés à l'arrondissement de Saint-Brieuc

L'arrondissement de Loudéac est un ancien arrondissement français du département des Côtes-d'Armor. Il fut créé le 17 février 1800 et supprimé le 10 septembre 1926. Les cantons revinrent aux arrondissements de Dinan, de Guingamp et de Saint-Brieuc.

## Composition
Il comprenait les cantons de La Chèze, Collinée, Corlay, Gouarec, Loudéac, Merdrignac, Mûr-de-Bretagne, Plouguenast et Uzel.

## Sous-préfets
| Période           | Période           | Identité                     | Fonction précédente                                     | Observation                                                                     |
| ----------------- | ----------------- | ---------------------------- | ------------------------------------------------------- | ------------------------------------------------------------------------------- |
|                   |                   |                              |                                                         |                                                                                 |
| 24 janvier 1872   | 1er août 1873     | Guy de lasteyrie du Saillant |                                                         | Nommé sous-préfet de Châteaubriant                                              |
|                   |                   |                              |                                                         |                                                                                 |
| 22 avril 1880     | 17 novembre 1880  | Olivier Sainsère             | Conseiller de préfecture de l'Aube                      | Nommé sous-préfet de Coulommiers                                                |
| 17 novembre 1880  | 25 novembre 1881  | Pierre Hutteau d'Origny      | Sous-préfet de Blaye                                    | Nommé sous-préfet de Lapalisse                                                  |
| 25 novembre 1881  | 5 octobre 1888    | Jules d'Auriac               | Conseiller de préfecture de Vaucluse                    | Nommé secrétaire général de la préfecture de Saône-et-Loire                     |
| 5 octobre 1888    | 13 septembre 1897 | Jules Buart                  | Conseiller de préfecture du Finistère                   | Nommé sous-préfet de Cognac                                                     |
| 13 septembre 1897 | 13 janvier 1905   | Léon Besnier                 | Conseiller de préfecture du Territoire-de-Belfort       | Mis en disponibilité sur sa demande                                             |
| 13 janvier 1905   | 24 juillet 1907   | Alfred Gondoin               | Attaché au cabinet du président du Conseil Émile Combes | Nommé sous-préfet de Montmorillon                                               |
| 24 juillet 1907   | 3 mars 1913       | Edmond L'Hommedé             | Attaché d'intendance                                    | Nommé sous-préfet d'Aubusson                                                    |
| 3 mai 1913        | 10 octobre 1914   | Eugène Bougouin              | Sous-préfet de Nyons                                    | Mobilisé pour la guerre                                                         |
|                   |                   |                              |                                                         |                                                                                 |
| 18 mars 1916      | 8 août 1918       | Fernand Carles               | Mobilisé pour la guerre                                 | Nommé secrétaire général de la préfecture des Côtes-du-Nord                     |
| 8 août 1918       | 6 août 1920       | Martin Marini                |                                                         | Nommé chef du secrétariat particulier du ministre de la Marine                  |
| 6 août 1920       | 6 août 1920       | Paul Caillet                 | Chef adjoint du cabinet civil du ministre de la Guerre  | Non installé. Nommé sous-préfet de Confolens                                    |
| 6 août 1920       | 8 septembre 1924  | Ernest Bauchard              | Sous-préfet de Lombez                                   | Nommé sous-préfet de Mauriac                                                    |
| 8 septembre 1924  | 22 septembre 1926 | Jean Crauffon                | Sous-préfet de Mauriac                                  | Rattaché à la préfecture des Côtes-du-Nord à la fermeture de la sous-préfecture |